# Bruchidius hoffmanni
Bruchidius hoffmanni là một loài bọ cánh cứng trong họ Bruchidae. Loài này được Tempere miêu tả khoa học năm 1954.